# Castilleja nana
Castilleja nana là loài thực vật có hoa thuộc họ Cỏ chổi. Loài này được Eastw. mô tả khoa học đầu tiên năm 1900.

## Hình ảnh

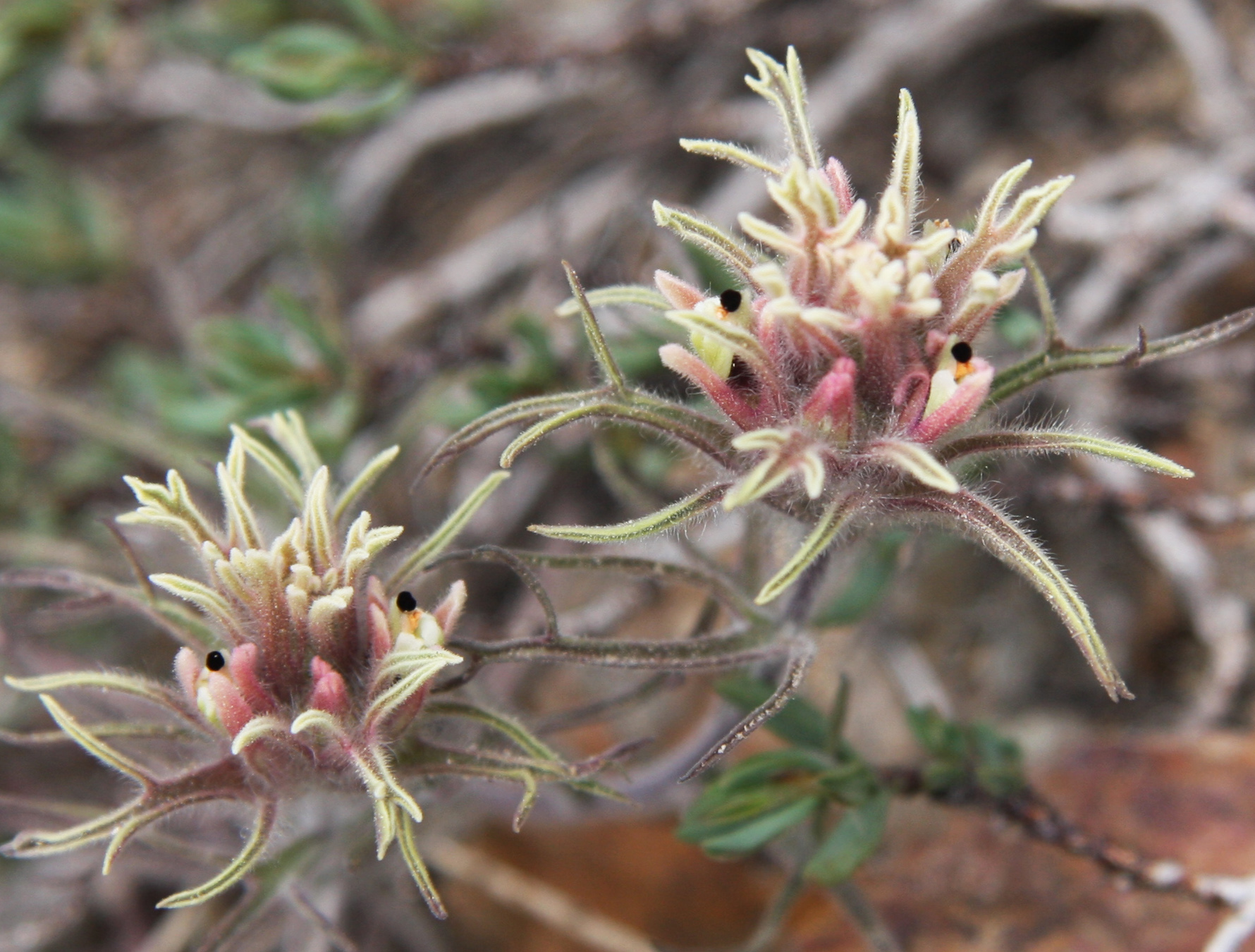
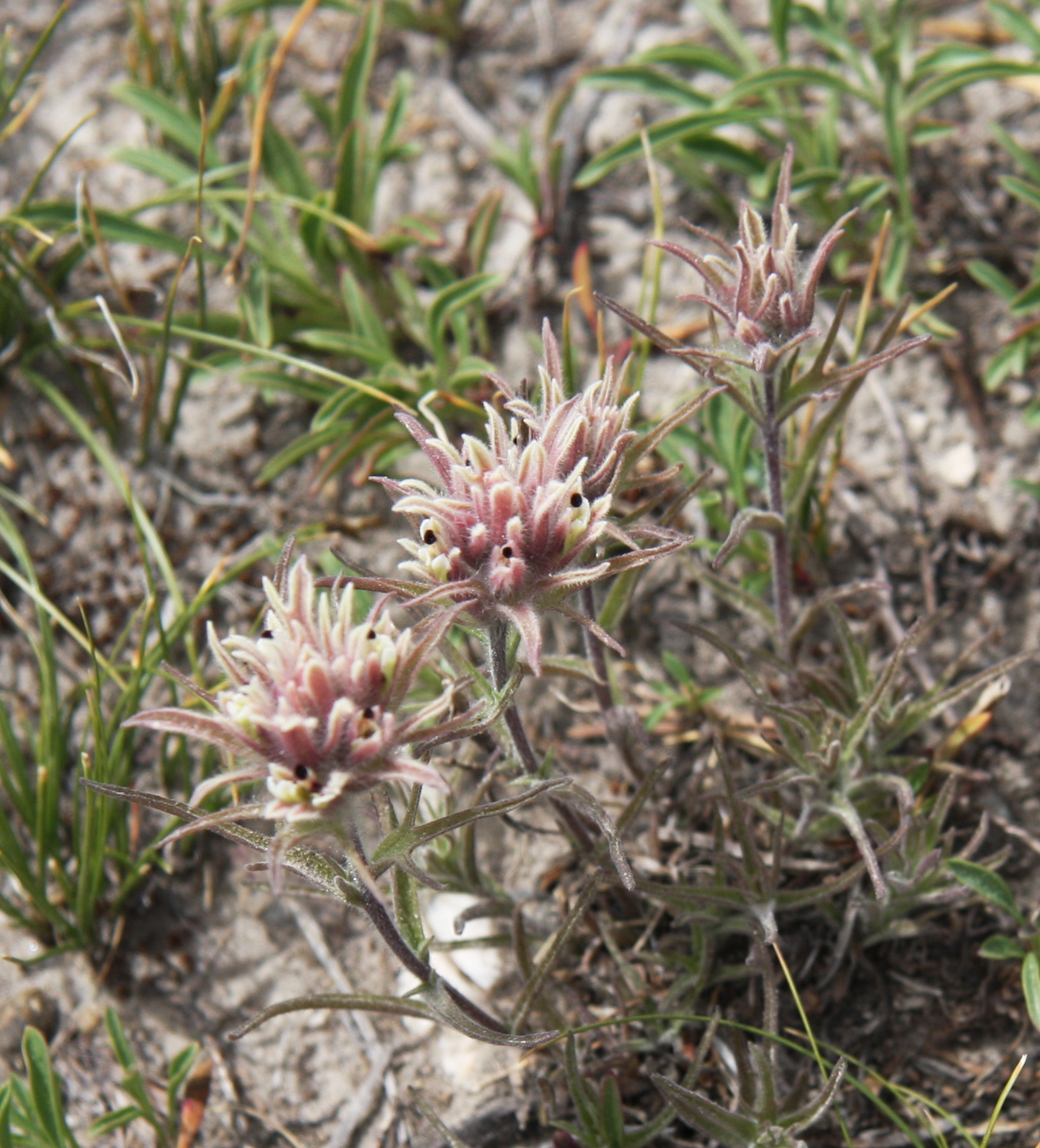
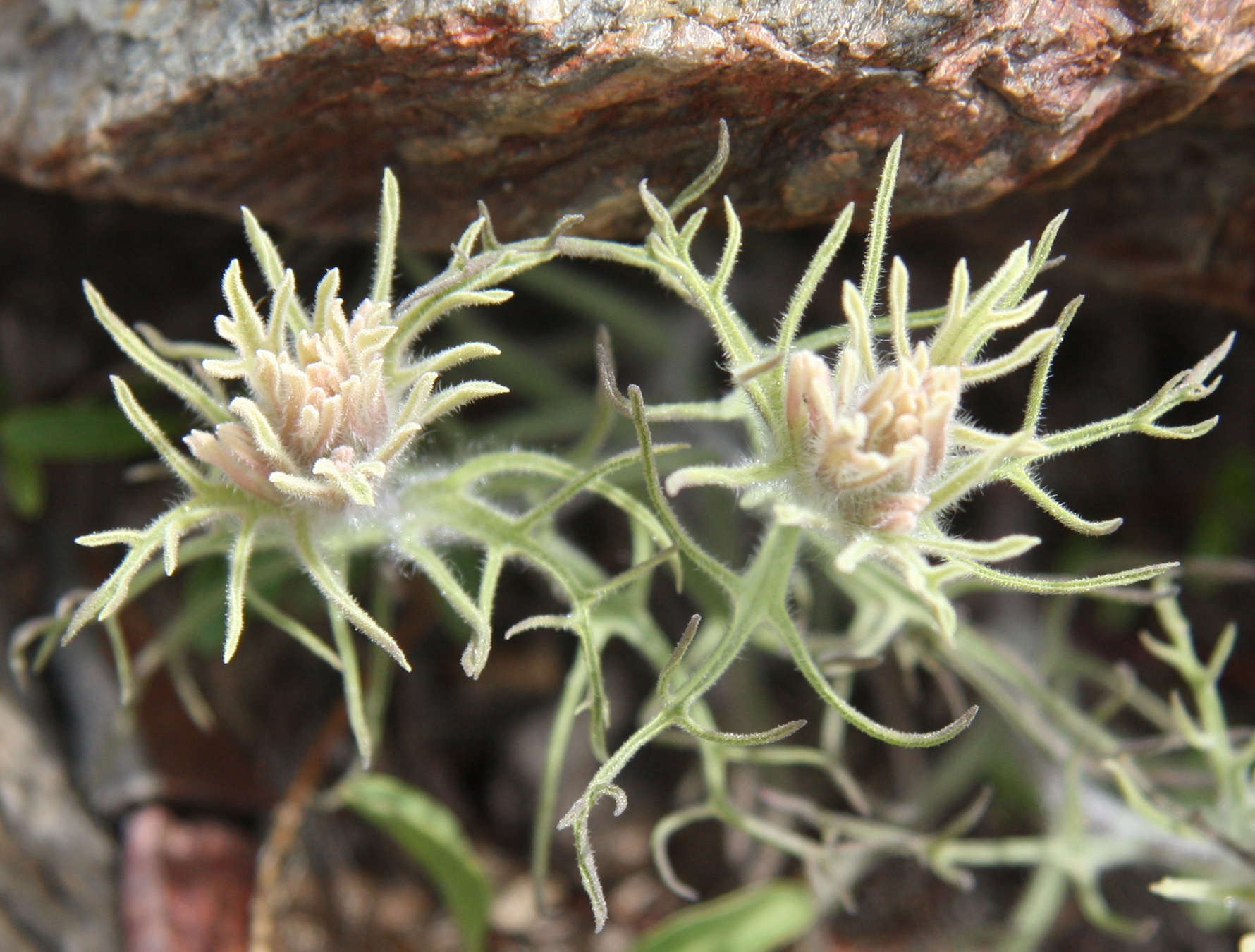
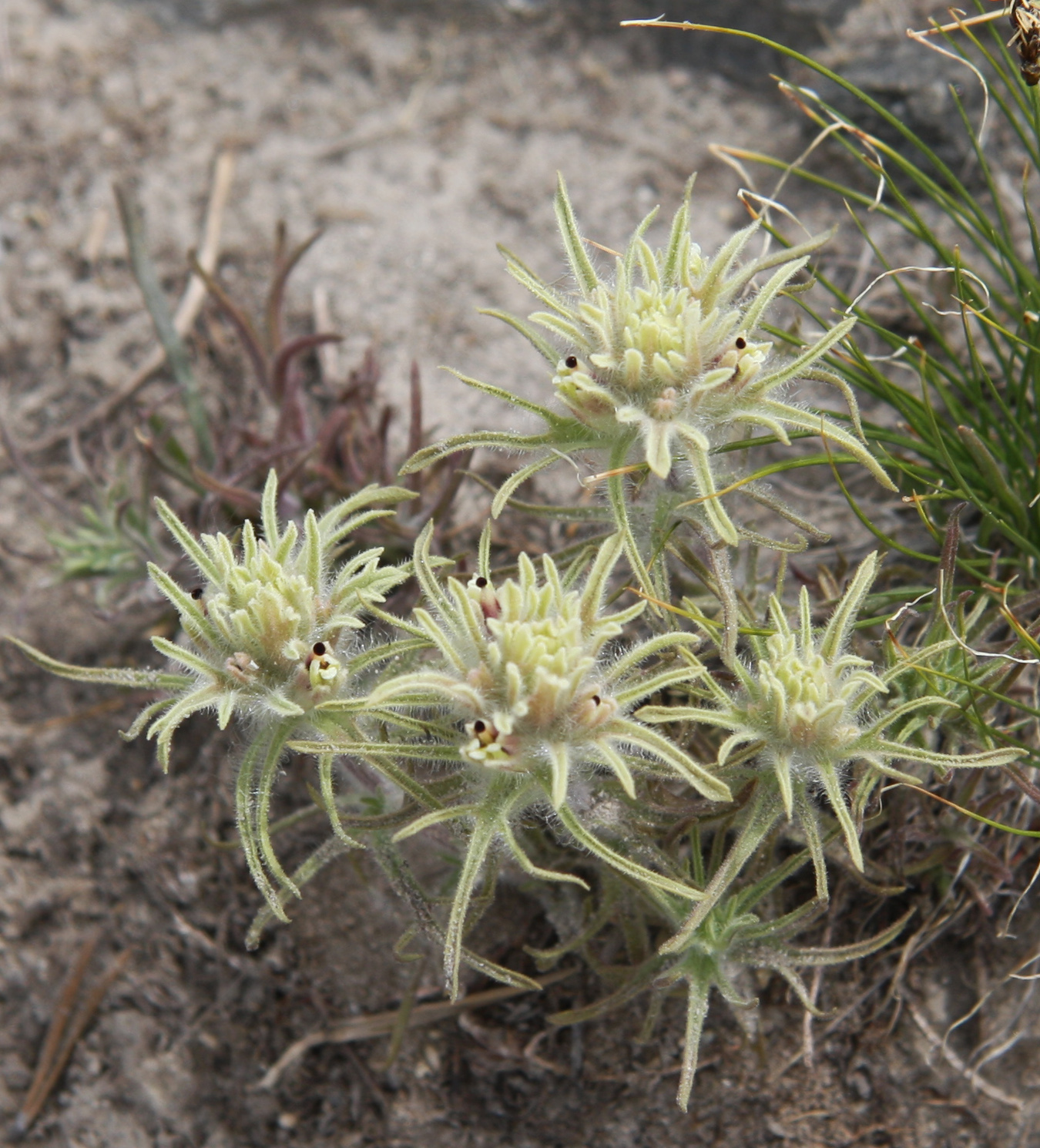